# Kirche von Batısandal
Koordinaten: 36° 34′ 3″ N, 34° 12′ 14″ O
| Batısandal |

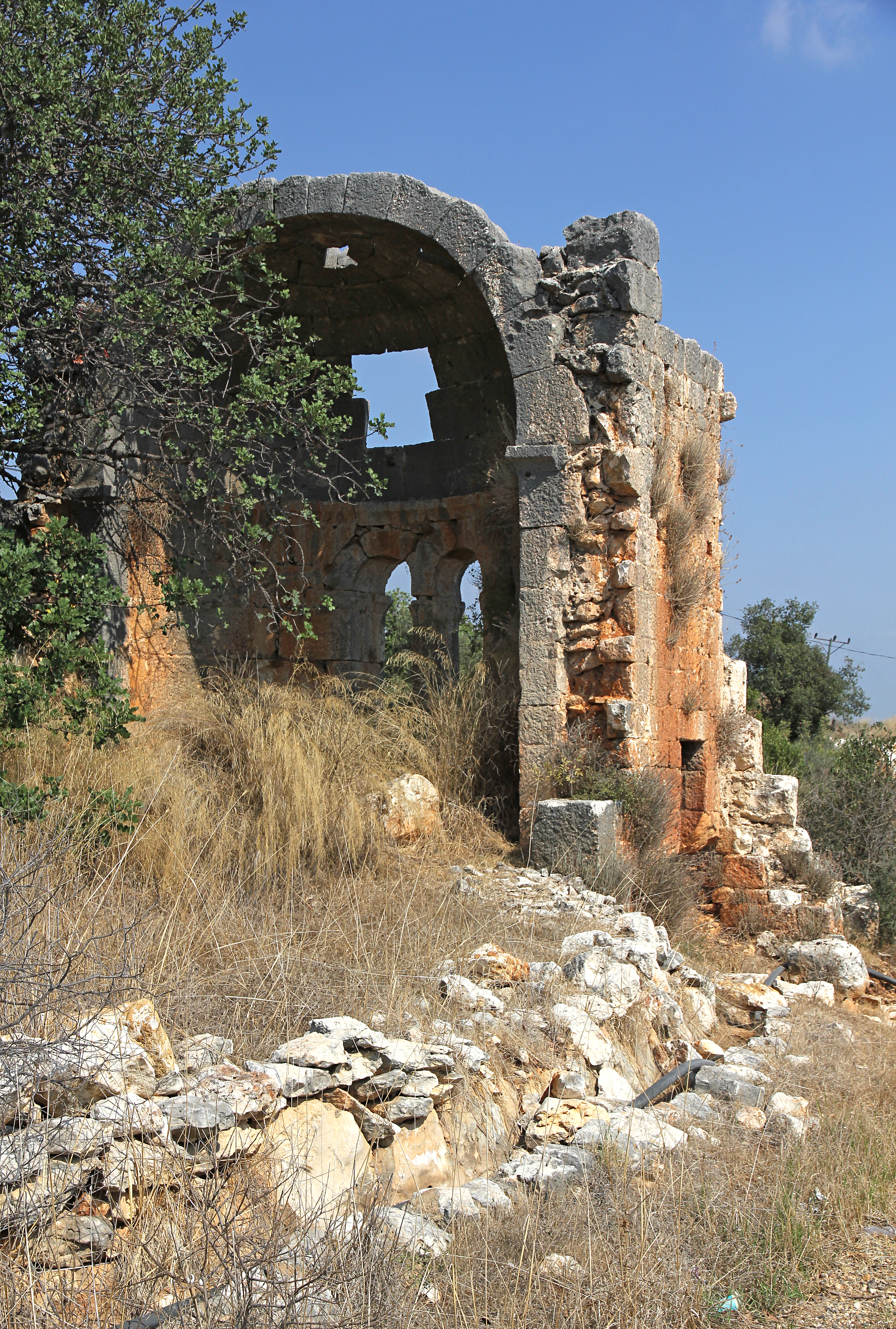
Apsis von Süden

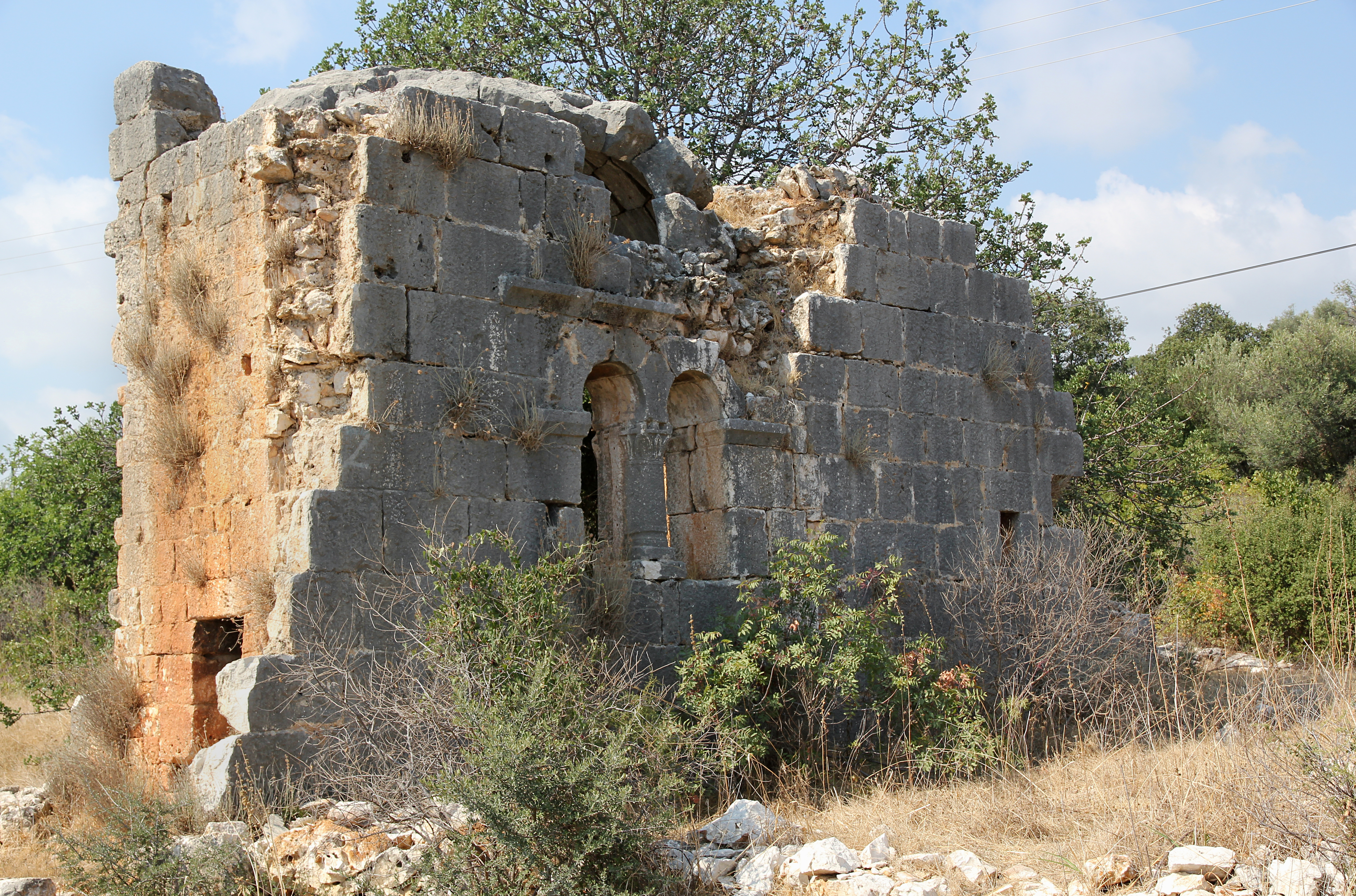
Apsiswand von Nordosten

Die Kirche von Batısandal ist die Ruine einer byzantinischen Basilika im Landkreis Erdemli der türkischen Provinz Mersin.

## Lage
Die Kirchenruine im Rauen Kilikien liegt am Ostrand des gleichnamigen Dorfes, etwa vier Kilometer vom Mittelmeer bei Limonlu, dem antiken Lamos, entfernt und zehn Kilometer westlich von Erdemli. Sie gehört zum bergigen Hinterland der antiken Orte Lamos und Elaiussa Sebaste und steht auf einer Höhe von etwa 280 Metern direkt an der modernen Straße, die von Limonlu vorbei an Öküzlü über Sömek nach Cambazlı und Uzuncaburç, dem antiken Olba, führt. Etwa zwei Kilometer nordwestlich liegt die Ruinenstätte Yanıkhan.

## Beschreibung
Aus den vorhandenen Resten ist erkennbar, dass es sich um eine dreischiffige Säulenbasilika gehandelt hat. Die Apsis mit einem geraden Chorabschluss ist erhalten, sie wurde von rechteckigen Seitenräumen flankiert. Aus der in situ liegenden Türschwelle des südlichen Seitenschiffeingangs kann die Länge des Naos (Gemeinderaums) mit 10,90 Metern erschlossen werden. Die gerade Rückwand der Apsis hat eine Breite von etwa 14 Metern, die Weite der Apsis beträgt 4,15 Meter. In deren Mitte ist ein Doppelfenster mit einer Mittelsäule erhalten. Der einfache Blattschnitt des Kapitells dieser Säule bietet den einzigen Anhalt für eine Datierung des Bauwerks ins 6. Jahrhundert.
Die zugehörige Siedlung ist vom heutigen Ort Batısandal komplett überbaut. Teilweise sind Gebäude auf alten Fundamenten errichtet, in den Gebäuden sind zahlreiche Spolien verbaut.